# Eduard Steinemann
Eduard Steinemann   (2 d'agost de 1906 - Flawil, 28 de juny de 1937) va ser un gimnasta artístic suís que va competir durant les dècades de 1920 i 1930.
El 1928 va prendre part en els Jocs Olímpics d'Amsterdam, on disputà les set proves del programa de gimnàstica. Guanyà la medalla d'or en el concurs complet per equips. En la resta de proves destaca la quarta posició en la prova del cavall amb arcs, mentre en les altres finalitzà més enllà de la desena posició. Vuit anys més tard, als Jocs de Berlín, disputà les vuit proves del programa de gimnàstica. Guanyà la medalla de plata en el concurs complet per equips, mentre en les altres proves destaca la vuitena posició en les barres paral·leles.